# Massieu
Massieu is een gemeente in het Franse departement Isère (regio Auvergne-Rhône-Alpes) en telt 686 inwoners (1999). De plaats maakt deel uit van het arrondissement La Tour-du-Pin.

## Geografie
De oppervlakte van Massieu bedraagt 10,5 km², de bevolkingsdichtheid is 65,3 inwoners per km².
De onderstaande kaart toont de ligging van Massieu met de belangrijkste infrastructuur en aangrenzende gemeenten.

## Demografie
Onderstaande figuur toont het verloop van het inwonertal (bron: INSEE-tellingen).